# Prison Break
Prison Break is een Amerikaanse televisieserie van de zender Fox. In de Verenigde Staten kwamen de pilot en de tweede aflevering (Allen) op 29 augustus 2005 op de buis.
De serie is geschreven en gemaakt door Paul Scheuring. Aanvankelijk werden er dertien afleveringen besteld, maar vanwege het succes werd dit aantal uitgebreid tot 22 afleveringen. Ook is er een Behind The Wall-aflevering uitgezonden, waarin het verhaal verder werd uitgediept.
In de Verenigde Staten heeft de serie twee nominaties voor een Golden Globe en een prijs voor beste anime van het jaar ontvangen. Het eerste seizoen werd in de Verenigde Staten gemiddeld door ruim 9 miljoen mensen bekeken. Dit kwam mede door de vele reclamespots die Fox uitzond vlak voordat de serie van start ging. In augustus 2005 trok het programma 10,5 miljoen kijkers, en dergelijke kijkcijfers had Fox in die maand sinds 1998 niet meer gehad voor een programma dat in de zomer op maandagavond wordt uitgezonden.
De titelsong van Prison Break voor het eerste en tweede seizoen werd ingezongen door Kaye Styles voor de Belgische televisie. De originele titelsong is gecomponeerd door Ramin Djawadi. Deze titelsong werd genomineerd voor een Primetime Emmy Award in 2006. Op 21 november 2006 kwam in de VS het eerste nummer van Prison Break-magazine uit. De titelsong van het derde en vierde seizoen nam de Belgische zangeres Leki voor haar rekening, met het nummer: "Over the rainbow".
Wegens de dalende kijkcijfers trok Fox op 13 januari 2009 de stekker uit de reeks. De resterende afleveringen van seizoen 4 werden uitgezonden vanaf 17 april 2009. Op 6 augustus 2015 werd door Fox bevestigd dat Prison Break een vervolg kreeg, in de vorm van een miniserie van tien afleveringen. Het werden uiteindelijk negen afleveringen, die in 2017 op het scherm kwamen. Begin 2018 bevestigde Fox een eerdere post op Instagram van hoofdrolspeler Dominic Purcell, dat er ook nog een zesde seizoen in aantocht is. Wanneer dit seizoen zal worden uitgezonden en wat de verhaallijn zal zijn, is voorlopig nog niet bekend.

## Idee
Het idee voor het verhaal werd bedacht door een vrouwelijke collega van Paul Scheuring. Zij dacht aan een verhaal waarin een man zich liet opsluiten in een gevangenis, om met iemand anders te ontsnappen. Scheuring zag iets in het verhaal, maar moest het nog helemaal uitwerken om er een televisieserie van te maken. In 2003 ging hij met het uitgewerkte idee naar Fox waar het programma werd afgewezen. Vervolgens ging Scheuring zonder succes naar andere televisiezenders. Scheuring dacht aan een miniserie van 10 afleveringen. Fox bedacht zich nadat zij hadden gezien dat soortgelijke series als 24 en Lost succesvol waren. In 2004 begon Fox met de productie van de serie.
Op 24 oktober 2006 werd bekend dat Donald en Robert Hughes een rechtszaak tegen Fox Broadcasting Company en Paul Scheuring wilden aanspannen, omdat zij al in 2001 een manuscript met een soortgelijk verhaal naar Fox hadden gestuurd. Donald Hughes had namelijk in de jaren 60 zelf succesvol een ontsnapping opgezet om zijn broer Robert Hughes vrij te krijgen.

## Opnamelocaties
Het eerste seizoen werd opgenomen op locatie in de Joliet-gevangenis in Joliet (Illinois). Die gevangenis was al sinds 2002 buiten gebruik. De gevangenis heet in de televisieserie Fox River State Penitentiary. Ook de opnamen in de cellen van de gevangenen zijn gedraaid in de Joliet-gevangenis. De cel van Lincoln werd toen de gevangenis nog gebruikt werd, in gebruik genomen door John Wayne Gacy, een seriemoordenaar. Andere scènes werden opgenomen in Chicago, Woodstock en Ontario. Opnames voor het tweede en derde seizoen zijn in Dallas, Texas gemaakt. Voor het vierde seizoen is de productie van de serie verhuisd naar Los Angeles.

## Verhaallijn

### Seizoen 1
Lincoln Burrows zit (onterecht) gevangen voor de moord op de broer van de vicepresident van de Verenigde Staten van Amerika en zal binnen enkele maanden worden geëxecuteerd. Zijn broer, Michael Scofield, ziet maar één mogelijkheid om hem uit de gevangenis te doen ontsnappen: hij pleegt een gewapende overval en moet van de rechter vijf jaar achter tralies in dezelfde gevangenis als zijn broer, de Fox River State Penitentiary. Daar gaat hij Lincoln helpen ontsnappen. Michael was bouwkundig ingenieur bij Maxwell & Schaum, het bedrijf dat de gevangenis renoveerde. Daardoor heeft hij de blauwdrukken van de gevangenis. Hij heeft die blauwdrukken, samen met andere informatie, op zijn lichaam laten tatoeëren, in code, zodat alleen hij de betekenis van de tatoeages kent en niemand alarm zal slaan. Binnen de gevangenis blijkt dat Michael een groots plan heeft opgezet om zijn broer te bevrijden en zijn onschuld te bewijzen.
Buiten de gevangenis geloven twee advocaten in Lincolns onschuld en proberen hem vrij te pleiten. Zij worden tegengewerkt door agenten van de Secret Service, in dienst van de vicepresident. De moord op de broer van de vicepresident blijkt opgezet door The Company, een organisatie die grote invloed heeft in de politiek.

### Seizoen 2
Seizoen 2 draait om 'The Fox River 8'. De acht ontsnapte gevangenen uit de gevangenis "Fox River". De eerste aflevering van het tweede seizoen begon acht uur na de ontsnapping van Michael Scofield, Lincoln Burrows, Fernando Sucre, David "Tweener" Apolskis, Charles "Haywire" Patoshik, John Abruzzi, Theodore "T-Bag" Bagwell en Benjamin Miles "C-Note" Franklin. Ze vluchten te voet via het bos en proberen zo veel mogelijk meters te maken. Met Alexander Mahone en zijn FBI-agenten op hun hielen, proberen de ontsnapte gevangenen vervoer te bemachtigen. Een aantal gevangenen probeert de buit van Westmoreland te zoeken. Er ontstaat rivaliteit tussen de gevangenen. Als Michael en Sara in Panama in problemen komen offert Michael zich op en belandt in Sona. Dit is een gruwelijke gevangenis waar seizoen 3 zich afspeelt.

### Seizoen 3
Michael zit vast in een gevangenis vanwege de moord op William “Bill” Kim buiten Panama-Stad genaamd Soná. Er heerst anarchie in Sona, hierdoor wordt het voor Michael en de rest moeilijker te ontsnappen. Lincoln probeert zijn broer uit de gevangenis te krijgen, maar al snel wordt hij gebeld door zijn zoon LJ. Wanneer hij op de afgesproken plek komt, komt hij erachter dat LJ en Sara door The Company worden gegijzeld. Zij willen dat Michael iemand helpt de gevangenis uit te komen: James Whistler. Uiteraard brengt dit nieuwe moeilijkheden met zich mee en Sara lijkt te zijn vermoord.

### Seizoen 4
Michael komt erachter dat Sara nog leeft. Michael, Sara en Lincoln willen een nieuw leven beginnen, maar dat plan wordt al snel gedwarsboomd. Lincoln en Michael worden allebei opgepakt door de politie en kijken tegen een behoorlijke gevangenisstraf aan. Dan komt er een agent van Homeland Security genaamd Don Self. Hij biedt hun de vrijheid aan in ruil voor het neerhalen van The Company. Ze moeten daarvoor een geheugenkaart bemachtigen met de codenaam Scylla.
Al snel blijkt het mis te gaan: er zijn zes kaarten in totaal. Wanneer Self zijn superieuren hiervan horen besluiten ze de missie af te blazen. Terwijl Michael en zijn 'crew' (bestaande uit: Fernando Sucre, Brad Bellick, Alexander Mahone, Sara Tancredi en Lincoln) bezig zijn met het zoeken van de tweede kaart, komt Homeland Security ze arresteren. De meesten van hen slaan op de vlucht en vinden de locatie van de tweede kaart. Michael gaat erop af en de rest wordt gepakt. Uiteindelijk geeft Michael zich over, maar niet voordat hij een video heeft gemaakt van alle kaarthouders. Deze video overtuigt Don Self om met deze missie door te gaan, maar hij krijgt geen hulp meer van zijn superieuren. Uiteindelijk weten Michael en zijn crew alle 6 de kaarten te bemachtigen en breken ze in bij The Company om Scylla te bemachtigen. Ook dit lukt maar niet zonder slag of stoot. Uiteindelijk blijkt dat Don Self zich ook tegen de crew van Michael keert nadat zij Scylla aan hem hadden overhandigd. Ze zijn erin geluisd.
Michael gaat met zijn team op zoek naar Self en Gretchen voor de wraak voor het stelen van Scylla. Later blijkt dat Michael een ziekte heeft die zijn moeder ook had en alleen de company hem kan helpen, maar in ruil daarvoor wil The General dat Lincoln samen met Mahone, Gretchen, Agent Self en T-Bag Scylla weer naar hem terugbrengt. 

### The Final Break
De serie eindigt met een anderhalf uur durende aflevering waarin alle losse einden aan elkaar geknoopt worden. Deze aflevering eindigt met een flashforward van vier jaar. Hierin ziet men hoe alle individuele personages ervan afkomen. De slotafleveringen "Rates of Exchange" (aflevering 21) en "Killing Your Number" (aflevering 22) werden op 15 mei 2009 voor het eerst uitgezonden op de Amerikaanse televisiezender Fox.
Het seizoen bestond dus uit 22 gewone afleveringen maar de extra's zullen een film van 89 minuten bevatten die nog twee afleveringen zullen geven die aantonen wat er is gebeurd in de tijd tussen het eind van seizoen 4 en de flashforward. Men ziet ook Michaels zoon in deze film. Dit was het eerst geplande einde van Prison Break.

### Seizoen 5
In augustus 2015 maakte Fox officieel bekend dat het televisienetwerk 9 nieuwe afleveringen van de serie had besteld onder de titel: 'Prison Break: Sequel'. Op 16 mei 2016 werd een trailer op YouTube uitgebracht. De eerste aflevering van het nieuwe, vijfde, seizoen werd op 4 april 2017 voor het eerst uitgezonden op Fox. De finale volgde op 30 mei 2017.
Het verhaal gaat dat Michael Scofield nooit is gestorven in Prison Break: The Final Break. Hij werd opgenomen in het ziekenhuis na de explosie en daarna opnieuw gevangen genomen in een gevangenis in Jemen. Lincoln en Sara plannen een grote ontsnapping samen met Sucre, T-Bag en C-Note. Sinds 1 december 2018 is seizoen 5 ook te zien op Netflix.

## Rolverdeling per seizoen

### Hoofdrollen
| Acteur              | Personage                        | Aantal afleveringen | Aantal afleveringen | Aantal afleveringen | Aantal afleveringen | Aantal afleveringen | Aantal afleveringen |
| Acteur              | Personage                        | S1                  | S2                  | S3                  | S4                  | S5                  | Totaal              |
| ------------------- | -------------------------------- | ------------------- | ------------------- | ------------------- | ------------------- | ------------------- | ------------------- |
| Dominic Purcell     | Lincoln Burrows                  | 22                  | 22                  | 13                  | 24                  | 9                   | 90                  |
| Wentworth Miller    | Michael Scofield                 | 22                  | 22                  | 13                  | 24                  | 9                   | 90                  |
| Robert Knepper      | Theodore "T-Bag" Bagwell         | 18                  | 19                  | 13                  | 24                  | 6                   | 80                  |
| Sarah Wayne Callies | Sara Tancredi                    | 22                  | 20                  | 1                   | 24                  | 9                   | 76                  |
| Amaury Nolasco      | Fernando Sucre                   | 22                  | 18                  | 12                  | 19                  | 3                   | 74                  |
| Wade Williams       | Brad Bellick                     | 22                  | 17                  | 13                  | 10                  |                     | 62                  |
| William Fichtner    | Alexander "Alex" Mahone          |                     | 22                  | 13                  | 24                  |                     | 59                  |
| Rockmond Dunbar     | Benjamin Miles "C-Note" Franklin | 17                  | 15                  |                     | 2                   | 6                   | 40                  |
| Paul Adelstein      | Paul Kellerman                   | 19                  | 17                  |                     | 2                   | 2                   | 40                  |
| Jodi Lyn O'Keefe    | Gretchen Morgan                  |                     |                     | 13                  | 17                  |                     | 30                  |
| Marshall Allman     | L.J. Burrows                     | 11                  | 7                   | 7                   | 1                   |                     | 26                  |
| Robin Tunney        | Veronica Donovan                 | 22                  | 1                   |                     |                     |                     | 23                  |
| Michael Rapaport    | Don Self                         |                     |                     |                     | 22                  |                     | 22                  |
| Peter Stormare      | John Abruzzi                     | 17                  | 4                   |                     |                     |                     | 21                  |
| Danay Garcia        | Sofia Lugo                       |                     |                     | 13                  | 2                   |                     | 15                  |
| Chris Vance         | James Whistler                   |                     |                     | 13                  | 1                   |                     | 14                  |
| Robert Wisdom       | Norman "Lechero" St. John        |                     |                     | 13                  |                     |                     | 13                  |
| Inbar Lavi          | Sheba                            |                     |                     |                     |                     | 9                   | 9                   |
| Mark Feuerstein     | Jacob Anton Ness                 |                     |                     |                     |                     | 9                   | 9                   |
| Augustus Prew       | David "Whip" Martin              |                     |                     |                     |                     | 8                   | 8                   |

## Internationaal
| Land             | Zender                    | Eerste uitzending seizoen 1 | Eerste uitzending seizoen 4 | Alternatieve naam          |
| ---------------- | ------------------------- | --------------------------- | --------------------------- | -------------------------- |
| Verenigde Staten | Fox Broadcasting Company  | 29 augustus 2005            | 1 september 2008            |                            |
| België           | 2BE                       | 10 september 2006           | 5 oktober 2008              |                            |
| Canada           | Global Television Network | 29 augustus 2005            | geen datum opgegeven        |                            |
| Argentinië       | Canal Fox                 | 10 oktober 2005             | geen datum opgegeven        |                            |
| Chili            | Canal Fox                 | 10 oktober 2005             | geen datum opgegeven        |                            |
| Zweden           | TV3                       | 1 januari 2006              | geen datum opgegeven        |                            |
| Noorwegen        | TV3                       | 5 januari 2006              | geen datum opgegeven        |                            |
| Australië        | Channel Seven             | 1 februari 2006             | geen datum opgegeven        |                            |
| Israël           | yesSTARS                  | 8 maart 2006                | geen datum opgegeven        | נמלטים ("Voortvluchtigen") |
| Nederland        | RTL 5                     | 16 maart 2006               | 2 december 2008             |                            |
| Duitsland        | RTL                       | 21 juni 2007                | 2 april 2009                |                            |
| Polen            | Polsat                    | 27 januari 2007             | geen datum opgegeven        | Skazany na śmierć          |
| Iran             | FARSI 1                   | geen datum opgegeven        | geen datum opgegeven        | فرار از زندان،             |

## Dvd

### Seizoen 1
Het eerste seizoen van Prison Break verscheen in 2006 op dvd. Hierop staan alle 22 afleveringen en een aantal extra's.
Algemene informatie
- Boxset: 6 dvd's
- Afleveringen: 22
- Lengte: ca. 1000 min.
- Geluid: 5.1 surround
- Beeld: 16 x 9 (breedbeeld)
- Ondertiteling: Nederlands / Engels / Frans
- Regio: 2 (geschikt voor Europa & Japan)
- Uitbreng: 11-10-2006

Extra's
- Audiocommentaar
- Alternatieve en verwijderde scènes
- De totstandkoming van Prison Break
- Featurettes: If these walls could speak - Beyond the Ink
- Fox presents: Making a scene - "Prison Break"
- Televisiereclamespotjes voor de serie

### Seizoen 2
Het tweede seizoen van Prison Break verscheen in 2007 op dvd. Hierop staan alle 22 afleveringen en vele extra's.
Algemene informatie
- Boxset: 6 dvd's
- Afleveringen: 22
- Lengte: ca. 1000 minuten
- Geluid: 5.1 Surround
- Beeld: 16 x 9 (breedbeeld)
- Ondertiteling: Engels/Nederlands
- Regio: 2
- Uitbreng: 5-9-2007

Extra's
- Audiocommentaar
- De totstandkoming van Prison Break 2
- Hoe Dallas in Amerika veranderde
- 24 seizoen 6-aflevering 1
- Videoclip Ferry Corsten - Break Out Mix

### Seizoen 3
Het derde seizoen van Prison Break verscheen in 2008 op dvd. Hierop staan alle 13 afleveringen.
Algemene informatie
- Boxset: 4 dvd's
- Afleveringen: 13
- Lengte: ca. 543 minuten
- Geluid: 5.1 Surround
- Beeld: 16 x 9 (breedbeeld)
- Ondertiteling: Engels
- Regio: 2
- Uitbreng: 3-9-2008

Extra's
- Breakout episode - Featurette
- Making of episode 1 "Orientación" - Featurette
- Director's takes
- Between takes

### Seizoen 4
Het vierde seizoen van Prison Break verscheen in 2009 op dvd. Hierop staan alle 22 afleveringen.
Algemene informatie
- Boxset: 6 dvd's
- Afleveringen: 22
- Lengte: ca. 1000 minuten
- Geluid: 5.1 surround
- Beeld: 16 x 9 (breedbeeld)
- Ondertiteling: Nederlands
- Regio: 2
- Uitbreng: 7-9-2009

Extra's
- Rate of Exchange (verlengde aflevering)
- Director's world
- Sweetgoodbye's (reacties over de 4 jaren van de acteurs)

## Prijzen
Prison Break werd voor veel prijzen genomineerd.

### Gewonnen
- 2006 People's Choice Award
  - Meest favoriete nieuwe dramaserie

### Nominaties
- 2007 Golden Reel Award
  - Beste geluidsmontage voor televisie - korte vorm (David Klotz, 'Disconnect')
  - Beste montage in geluidseffecten voor televisie - korte vorm ('Disconnect')

- 2006 Golden Globe
  - Beste televisiedramaserie
  - Beste mannelijke acteur in een televisiedramaserie - Wentworth Miller

- 2006 Eddie Award
  - Beste videobewerking van een één uur durend programma op de commerciële televisie - Mark Helfrich (voor de pilot-aflevering)

- 2006 Saturn Award
  - Beste acteur voor een televisieprogramma - Wentworth Miller
  - Beste televisieprogramma op een televisienetwerk

- 2006 Television Critics Association Award
  - Beste nieuwe dramaserie

- 2006 Primetime Emmy Award 
  - Beste titelmuziek - Ramin Djawadi